# Памуклията
Памуклията или Памук могила е тракийска могила край село Брестовица, област Пловдив. Висока е 13 метра и има диаметър в основата 70 метра. Първите разкопки на могилата са от 2013 година. В могилата са открити общо шест гроба. Според археолозите, находките в могила Памуклията демонстрират наличието на интензивни търговски и икономически контакти през I век между тракийските племена одриси и беси и ранните римски императори.

## Могилни пластове и погребения
Общо шест гроба са открити в могила Памуклията, която е надграждана в продължение на столетия на общо три могилни пласта.
Първо и второ погребения
Първото и най-ранно погребение е датирано към IV век пр.н.е. Погребана е жена, убита на място, за която се предполага че е жертва на ритуално убийство. Най-ценната открита при това погребение находка е бронзова монета, сечена от тракийския владетел Терес II, по която се съди, че погребението е извършено около 350 г. пр.н.е.
Встрани от първото погребение е открито второ погребение, извършено в урна. Първичната могила е издигната върху първите две погребения.
Трето погребение
В северния край на първичната могила е издигната втора могила, под която лежи трето погребение, датирано към края на I век пр.н.е.
Четвърто, пето и шесто погребения
Смята се, че около 25 г. върху втората могила е издигната най-голямата – трета – могила, която дава съвременните размери на могила Памуклията – 13 метра височина и 70 метра диаметър при основата. В тази трета могила са открити общо три погребения – на една жена и двама мъже, които се оценяват като изключително богати и редки.
От женското погребение са открити апликациите, украсявали дървено тоалетно сандъче, и съдържащите се в него два масивни златни накита: брошка и висулка от злато.
Мъжките погребения са извършени в каменна урна и питос. Като дарове към погребенията са намерени монети, сечени по времето на Марк Антоний и Нерон, по които погребенията са датирани.
Най-ценната археологическа находка от могилата е от мъжкото погребение, извършено в урна. Намерен на парчета и впоследствие реставриран е бронзов боен шлем с наушници, богато украсен с релефни сцени и ювелирно изработена коса. На задната част на шлема има сцена на победата на Ахил над Хектор. Лицевата част е украсена с фигури на древногръцките богове Ерос, Аполон и Хермес. В шлема се вижда вдлъбнатина от удар с меч, довела до смъртта на воина. В същия гроб са открити копия, щит, меч, войнишки съдове за храна, стъклени съдове и балсамарий. 
Находките са показани за първи път в Регионален археологически музей, Пловдив в средата на май 2015 година.